# Abell 2199
Abell 2199 és un cúmul de galàxies al catàleg d'Abell amb la seva galàxia més brillant NGC 6166, una galàxia cD. Abell 2199 té la definició d'I Bautz-Morgan que s'agrupen a causa de NGC 6166.